# 马尔科·洛达迪奥
马尔科·洛达迪奥（義大利語：Marco Lodadio，1992年3月24日—），意大利男子竞技体操运动员，2018年世界竞技体操锦标赛男子吊环铜牌得主、2019年世界竞技体操锦标赛男子吊环银牌得主、2021年世界竞技体操锦标赛男子吊环银牌得主。